# Adam Joura
Adam Joura (* 12. ledna 1985 Třebíč) je český politik, podnikatel a manažer, od roku 2024 zastupitel Kraje Vysočina, od roku 2022 zastupitel města Třebíč, nestraník za hnutí STAN.

## Život
V letech 2000 až 2004 vystudoval Gymnázium Třebíč a následně v letech 2004 až 2007 bakalářský obor studium humanitní vzdělanosti na Fakultě humanitních studií Univerzity Karlovy v Praze (získal titul Bc.). Později si v letech 2010 až 2012 doplnil magisterské studium oborem historická sociologie na téže fakultě (získal titul Mgr.).  
Pracovní kariéru začínal v letech 2006 až 2008 jako OSVČ v oblasti promo a HR, v letech 2008 až 2010 byl provozním manažerem ve společnosti Resources + Technologies - Management. V létě 2010 byl také členem týmu terénního výzkumu parlamentárních služeb v srbských a černohorských městech (Rozvojový program OSN). V letech 2006 až 2013 byl společníkem ve firmě PRIMAVERA CONSULTING, mezi lety 2013 a 2014 pak jejím jednatelem (následně přešla firma do likvidace). Mezi roky 2013 a 2014 byl taktéž account managerem ve společnosti Cathedral (PR, on-line komunikace, organizace propagačních a společenských akcí) a v letech 2014 až 2015 místním realizátor projektu Pracovní návyky pod Fondem dalšího vzdělávání (MPSV ČR).
Následně byl v letech 2015 a 2016 projektovým manažerem v agentuře CzechInvest, kde pak mezi lety 2016 a 2019 vedl její regionální kancelář na Vysočině. Mezi lety 2019 a 2020 pracoval ve společnosti IBM, kde byl koordinátorem mezinárodního vzdělávacího programu P-TECH v ČR (zavádění praktické výuky pokročilého IT do středních škol). V letech 2020 až 2022 vedl Odbor rozvoje a investic na Městském úřadě ve Žďáře nad Sázavou.
Od dubna 2022 působí jako jednatel rodinné firmy ARCHEON Group, která se zabývá mimo jiné opravami památek s řadou referencí na Vysočině. I z toho důvodu pak organizace Transparency International prohlásila, že jeho působení v zastupitelstvu města a zároveň na pozici jednatele společnosti, která dostává zakázky od města je typickou ukázkou střetu zájmů. Adam Joura nebo Lukáš Vlček to odmítají s tím, že se při hlasování, kde by mohl střet zájmů hrozit zdržuje a nepůsobí v exekutivě města. V případě, že by byl zvolen do vedení kraje, tak plánuje z vedení společnosti ARCHEON Group odejít.
Adam Joura žije ve městě Třebíč, konkrétně v místní části Borovina. Má tři děti, jeho matkou je česká eurokomisařka z let 2014 až 2024 Věra Jourová (tehdy za hnutí ANO). Mezi jeho záliby patří hudba, je členem kapely Černý ledňáček.

## Politické působení
V komunálních volbách v roce 2022 byl zvolen jako nezávislý na kandidátce subjektu „PRO TŘEBÍČ“ (tj. hnutí STAN a nezávislí kandidáti) zastupitelem města Třebíč.
V únoru 2024 byl pro krajské volby v září 2024 zvolen z pozice nestraníka za hnutí STAN lídrem kandidátky uskupení „Starostové pro Vysočinu“ do Zastupitelstva Kraje Vysočina. Uskupení tvořily hnutí STAN, SNK ED a regionální politická uskupení, jako jsou například Pro Třebíč, Žďár – živé město nebo Budějováci. Mandát krajského zastupitele se mu podařilo získat.